# .400 Holland & Holland Magnum
El .400 Holland & Holland Magnum (.400 H&H Magnum) es un cartucho belted magnum, desarrollado a partir del casquillo del .375 H&H Magnum, que fue introducido al mercado en el año 2003 en conjunto con el .465 Holland & Holland Magnum, por la compañía Inglesa Holland & Holland.

## Información general
El desarrollo del .400 H&H Magnum es el resultado de la demanda por parte de cazadores por un cartucho metálico de mayor calibre que el .375 H&H Mag. El proyecto estuvo emprendido por Russell Wilkin, el director técnico para Holland & Holland, que resultó en el .400 H&H Magnum y el .465 H&H magnum  siguiendo una lista de nuevas opciones de munición introducidos recientemente al mercado por H&H, siendo el último el .700 Nitro Express.

## Performance
El .400 H&H Magnum se encuentra en la misma línea que el .416 Rigby y el .416 Remington Magnum, ofreciendo una ligera ventaja en densidad seccional con respecto a la munición calibre .416 con proyectiles del mismo peso. El típico proyectil de 400 granos (26 g) tiene una densidad sectional de .338 para el .400 H&H Magnum vs. .330 para las balas calibre .416. El .400 H&H Magnum es del mismo calibre que muchos otros cartuchos metálicos de inicios del siglo XX, como el .400 Jeffery Nitro Express, el 405 Winchester y la serie de cartuchos .450/400.
Los casquillos son dispo disponibles de "Quality Cartrdige" y para el 2012 Holland & Holland y Mauser estaban produciendo rifles de este calibre en Europa y Dakota Arms  en los Estados Unidos, para su rifle Modelo 97 Safari. Las balas son disponibles de fabricantes diferentes como Barnes, Hornady, Woodleigh y Kynoch.